# Jean Le Coutaller
Jean Le Coutaller né le 11 juillet 1905 à Neulliac (Morbihan) et mort le 5 octobre 1960 à Lorient (Morbihan) est un homme politique français, conseiller général, député, maire de Lorient et ministre du gouvernement de Guy Mollet.

## Biographie
Instituteur de profession, il s’engage très tôt en politique en adhérant en 1929 à la SFIO. Sous la Troisième République, il se présente sans succès aux élections législatives de 1932 et de 1936. Il ne réussit pas plus à se faire élire lors des élections cantonales de 1934 et de 1937.
Sous l’Occupation, il rejoint la Résistance dans le réseau Libération-Nord. Ancien élève officier à l'école militaire d’artillerie de Poitiers, il commande un bataillon FFI de janvier 1944 à août 1945. Ses faits de guerre lui valent de recevoir de nombreuses décorations : médaille de la Résistance, Croix de guerre 1939-1945 avec étoiles d'argent et palmes (quatre citations), la croix de guerre américaine, et les insignes de chevalier de la Légion d'honneur.
Il devient conseiller général du canton de Gourin de 1945 à 1949 et député SFIO du Morbihan de 1945 à 1956.
Il est élu maire de Lorient du 3 mai 1953 au 21 mars 1959.
Il devient sous-secrétaire d'État aux anciens combattants du 2 mai 1956 au 13 juin 1957 dans le gouvernement Guy Mollet.
Il est cité comme membre de la Fondation culturelle bretonne en 1957.
Il est enterré à Lorient au  cimetière de Carnel.

## Décorations
- Officier de la Légion d'honneur (28 septembre 1957)
  -  Chevalier de la Légion d'honneur (14 mai 1945)
- Croix de guerre 1939–1945 avec étoiles d'argent et palmes (quatre citations)
- Médaille de la Résistance française avec rosette par décret du 28 avril 1946[3]